# Cannon Beach, Oregon
Cannon Beach là một thành phố trong Quận Clatsop, Oregon, Hoa Kỳ. Đây là nơi đến nghỉ ngơi vui chơi phong phú của du khách. Vì khá gần Portland, Oregon nên nó được đặc biệt được biết đến như là nơi vui chơi ngắn cuối tuần của người dân thành phố Portland. Dân số là 1.588 người vào lần điều tra dân số năm 2000. Ước tính cho năm 2007 là 1.680 cư dân.
Theo sách Các địa danh Oregon, Cannon Beach ban đầu được gọi tên Ecolathe, là tên của con lạch đổ vào Thái Bình Dương ở phía bắc thành phố. Năm 1922, nó được đổi tên thành Cannon Beach (theo tên của bãi biển kéo dài về phía nam lạch Ecola khoảng 8 dặm Anh và kết thúc tại Mũi Arch) theo ý của Bưu điện Hoa Kỳ vì cái tên củ thường hay bị nhầm lẫn với Eola.

## Địa lý
Cannon Beach nằm ở vị trí 45°53′21″B 123°57′39″T / 45,88917°B 123,96083°TĐã đưa tham số không hợp lệ vào hàm {{#coordinates:}} (45.889155, -123.960738).1
Theo Cục điều tra dân số Hoa Kỳ, thành phố có tổng diện tích là 1,5 dặm vuông Anh (3,9 km²), tất cả đều là mặt đất.
Cannon Beach nằm gần các vết nứt lớn của vỏ đất. Trong vụ động đất Scotts Mills tại Oregon năm 1993, hệ thống cảnh báo sóng thần của Cannon Beach đã kích hoạt ngay lập tức theo sau vụ rung chuyển được cảm ứng tại đây trong những giờ đầu tiên của buổi sáng hôm đó.